# Приречная улица (Киев)
Прире́чная улица (укр. Прирічна вулиця) — улица в Оболонском районе города Киева, жилой массив Оболонь. Пролегает от проспекта Владимира Ивасюка до Северной улицы, вдоль берега Днепра, создавая полукруг.

## История
Улица возникла в конце 1970-х годов. Современное название — с первой половины 1980-х годов, народного происхождения, как улицы, которая фактически является набережной реки Днепр.

## Учебные заведения
- Дошкольное учебное заведение № 696 (д. № 17-б).
- Дошкольное учебное заведение № 673 «Веселка» (д. № 19-б).
- Средняя общеобразовательная школа № 226 (д. № 19-е).
- Учебно-воспитательный комплекс «Оболонь» (д. № 27-б).
- Дошкольное учебное заведение № 291 (д. № 29).

## Храм
- Свято-Покровский собор Украинской православной церкви (Московского патриархата) (д. № 5-а).